# Język pizydyjski
Język pizydyjski – język z podrodziny anatolijskiej języków indoeuropejskich, znany z około 25 krótkich inskrypcji. Spokrewniony z językiem licyjskim i sydetyjskim. W zakresie antroponimii wykazuje też pewne podobieństwa z językiem frygijskim, dlatego  niektórzy badacze uważają, że język pizydyjski jest kreolem tego języka z dialektami anatolijskimi. 